# Majnard z Pompozy
Majnard z Pompozy (zm. w marcu 1073) – włoski benedyktyn i kardynał. Jeden z bliskich współpracowników reformatorskich papieży Mikołaja II (1059–1061) i Aleksandra II (1061–1073).
Był mnichem benedyktyńskim na Monte Cassino, jednak około 1058 przeszedł na służbę do kurii papieskiej. W grudniu 1059 jest poświadczony jako wicekanclerz i datariusz bulli Mikołaja II. W maju 1061 roku został mianowany kardynałem-biskupem Silvy Candidy. Uczestniczył w papieskiej elekcji 1061. W 1062 roku Aleksander II mianował go kanclerzem Stolicy Apostolskiej, jednak rok później został wybrany opatem Pompozy niedaleko Ferrary i zrezygnował z urzędu kanclerskiego. Mimo to do 1069 roku pozostawał w służbie papiestwa. W 1064/65 był legatem w Niemczech, a w 1067 w Mediolanie. Jego podpis widnieje też na kilku bullach Aleksandra II z lat 1065–67. Po raz ostatni jest poświadczony w Rzymie na początku 1069 roku wśród uczestników odbywającego się wówczas synodu. Ostatnie lata życia spędził w opactwie Pomposa, gdzie zmarł krótko przed 24 marca 1073 roku. Do końca życia zachował godność kardynała-biskupa Silvy Candidy; był ostatnim prawnie obranym biskupem tej diecezji przed jej zjednoczeniem z diecezją Porto przez Kaliksta II (1119–1124).